# Galileiho měsíce
Galileiho měsíce (někdy také Galileovy měsíce nebo galileovské měsíce) jsou 4 největší a nejjasnější z celkem 92 Jupiterových měsíců. Mají jména inspirovaná postavami řecké mytologie: Io, Europa, Ganymedes a Callisto. Jsou to vůbec první nebeská tělesa objevená dalekohledem.

## Objev

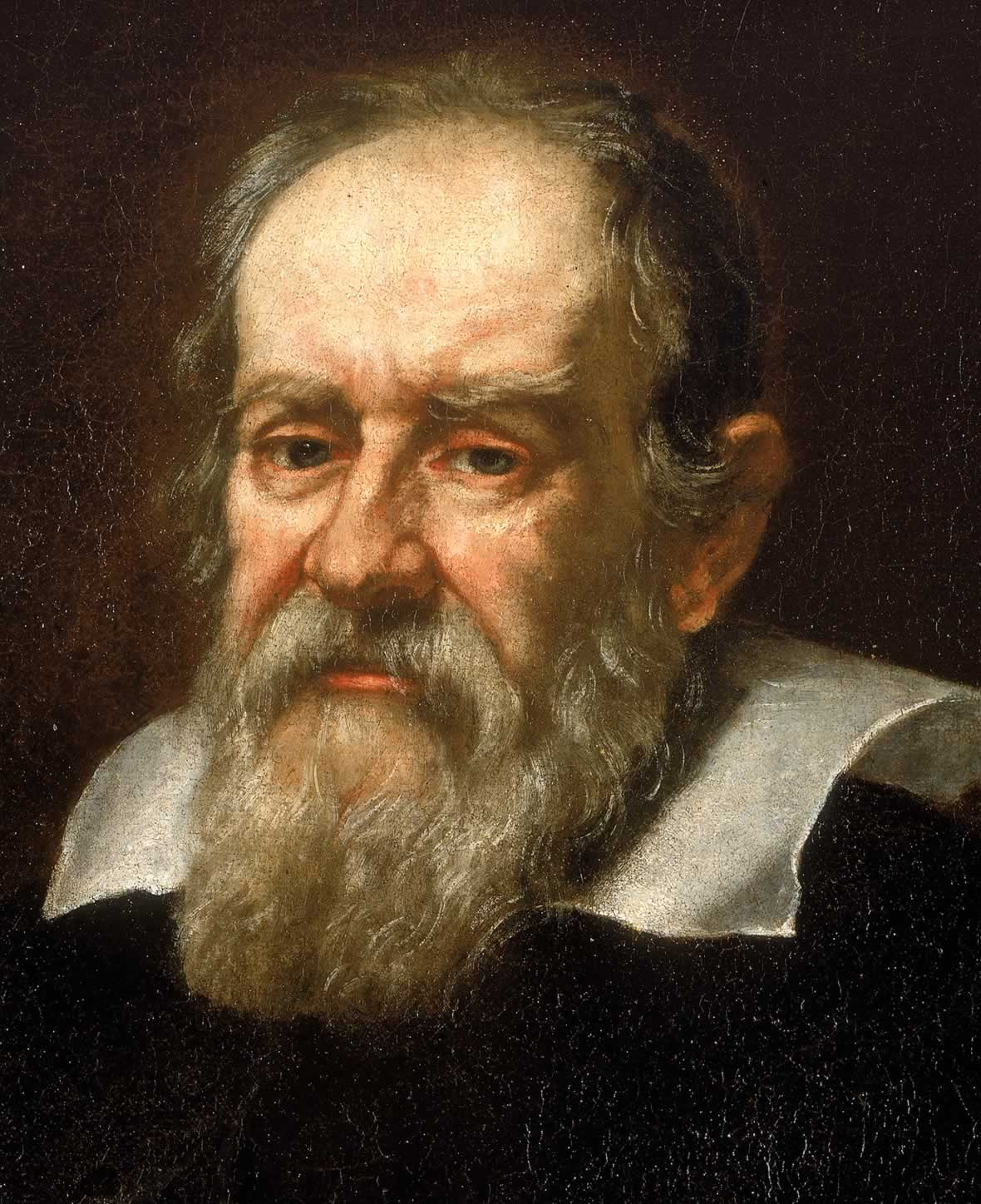
Galileo Galilei, po kterém jsou měsíce pojmenované

První pozorování možná provedl v listopadu 1609 Simon Marius. Svůj objev však publikoval až v roce 1614 v práci Mundus Iovialis („Jupiterovský svět“). Galileo Galilei je poprvé pozoroval 7. ledna 1610 a považoval je zpočátku za hvězdy. Po čase ale zjistil, že nejde o hvězdy, ale o tělesa obíhající kolem Jupitera. Svůj objev publikoval v pojednání Sidereus Nuncius („Hvězdný posel“). Tento objev měl pro astronomii veliký význam, protože prokázal, že existují nebeská tělesa, která neobíhají kolem Země, a zároveň znamenal velkou podporu pro uznání heliocentrické nauky.
Galilei původně nazval tyto měsíce Cosimovy hvězdy (Cosmica Sidera) dle jména svého mecenáše a ochránce, toskánského velkovévody Cosima II. (1609–1621), ale na vévodovo přání je posléze pojmenoval obecněji Medicejské hvězdy (Sidera Medicea) na počest všech čtyř tehdy žijících bratrů z rodu Medicejských: Cosima, Francesca, Carla a Lorenza. Tyto „Medicejské hvězdy“ pak Galilei označoval římskými číslicemi I–IV (Jupiter I/Io, Jupiter II/Europa, Jupiter III/Ganymed, Jupiter IV/Callisto). Toto označení se užívalo do konce 19. století, kdy začaly být objevovány další měsíce Jupiteru a dosavadní číslování postupně vedlo ke zmatkům. Proto bylo přijato pojmenování, které vymyslel Johannes Kepler a publikoval Simon Marius ve své knize.

## Podoby měsíců

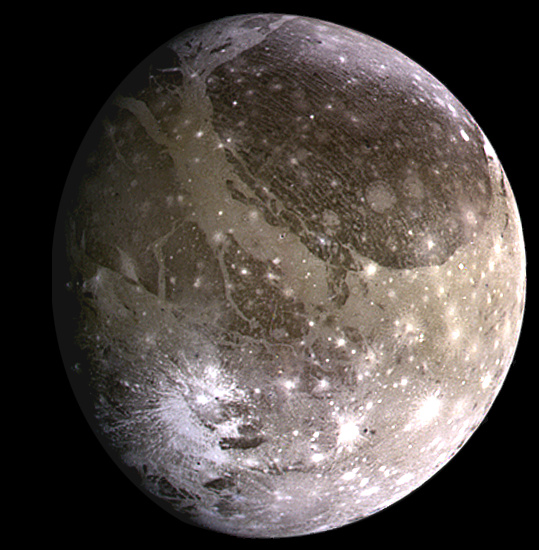
Ganymed (⌀ 5268 km)
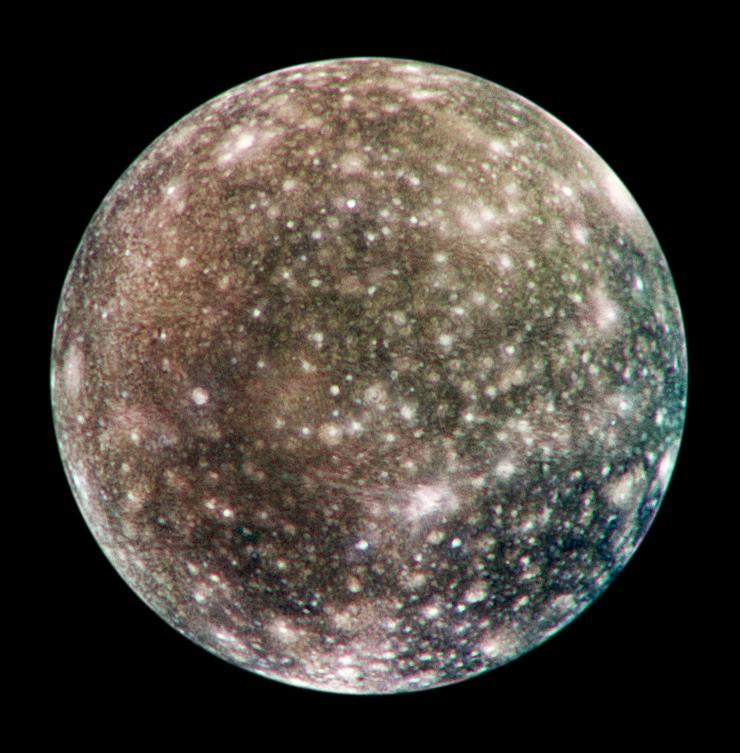
Callisto (⌀ 4821 km)
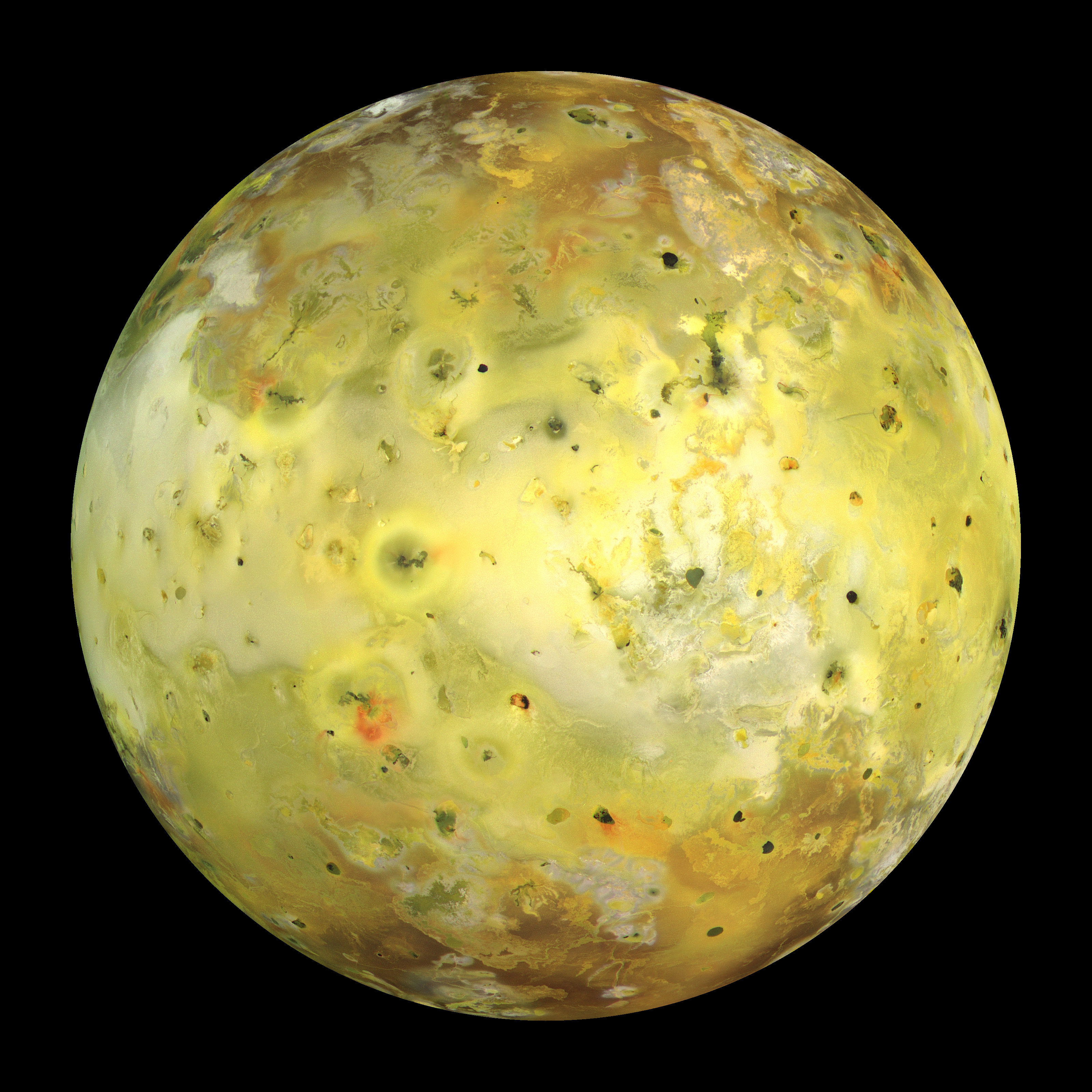
Io (⌀ 3642 km)
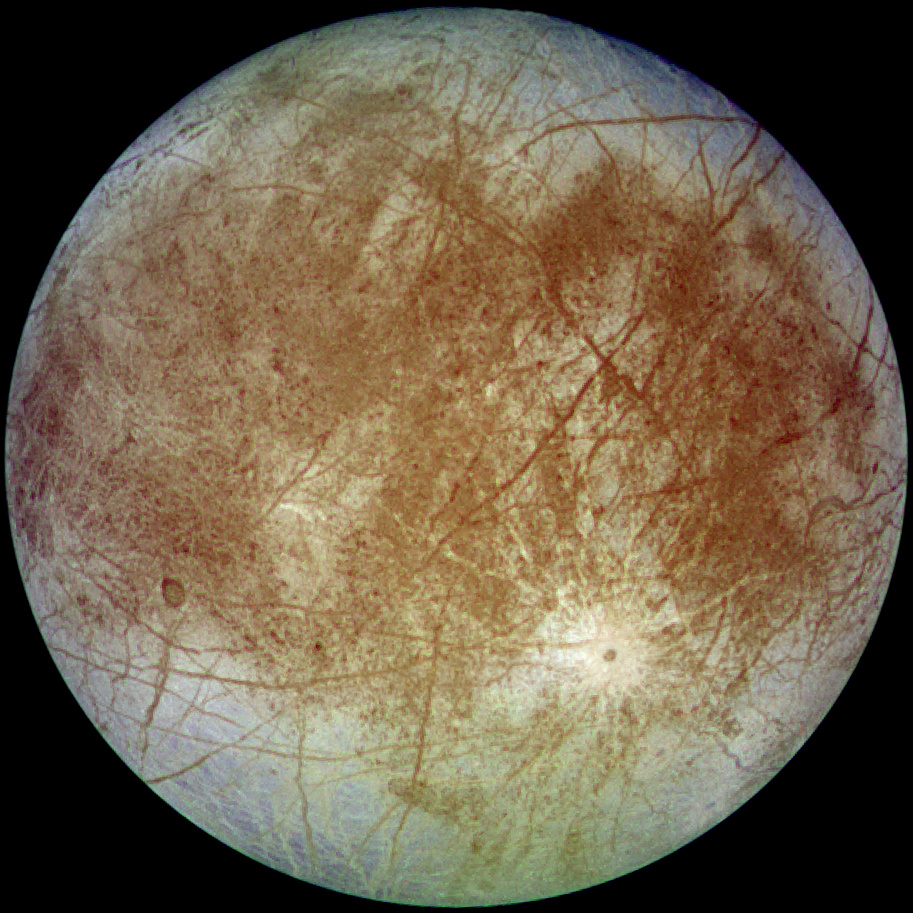
Europa (⌀ 3122 km)